# Durchmarsch (Odenthal)
Durchmarsch ist ein Wohnplatz in Oberodenthal in der Gemeinde Odenthal  im Rheinisch-Bergischen Kreis.

## Lage und Beschreibung
Durchmarsch liegt an der Bundesstraße 506 im Osten der Gemeinde an der Grenze zu Kürten.

## Geschichte
Der Ort ist im 19. Jahrhundert entstanden. Er war Teil der politischen Gemeinde und dem Kirchspiel Bechen in der Bürgermeisterei Kürten. Der Ort ist ab der Preußischen Neuaufnahme von 1892 auf Messtischblättern regelmäßig als Durchmarsch oder ohne Namen verzeichnet. 
1975 kam die Ortschaft aufgrund des Köln-Gesetzes zur Gemeinde Odenthal. Stand 2022 ist von der ursprünglichen Bebauung nichts mehr erhalten, dort stehen einige Ein- und Mehrfamilienhäuser.
| Jahr | Einwohner | Wohn- gebäude | Kategorie |
| ---- | --------- | ------------- | --------- |
| 1871 | 7         | 2             | Hof       |
| 1885 | 10        | 3             | Wohnplatz |
| 1895 | 9         | 2             | Wohnplatz |
| 1905 | 13        | 2             | Wohnplatz |